# جبل خآب
 جبل خآب  (بالفارسية:  كوه خآب)، بالإنجليزية: khe aab mountain )، (ارتفاعه بين 900 – 1100 قدم تقريباً.يمتد من الغرب إلى الشرق).
كذالك يسمى (پَل تير) باللهجة المحلية.
هو جبل يقع في جنوب ناحية كوخرد في ناحية كوخرد، كما يقع ضمن سلسلة جبال جبل زیر أي (كوه زير)، يصل ارتفاع جبل خآب حوالي (900 – 1100) قدماً فوق مستوى البحر تقرباً.
وهو أحد الجبال التابعة لسلسلة جبال الأبيض. في جنوب ناحية كوخرد، يقع في الجزء الجنوبي الشرقي من ناحية كوخرد، ويقع في موازات جبل دسك.
هي من الجبال مدينة ناحية كوخرد المطلة على نهر مهران ومجرى سد بست كز من جهة الجنوب، وتمتد «جبل خآب» شرقاً حتى «طريق كوجي |» ومن ثم « جبل بون كوه جاربركه »، التي يتبع ناحية كوخرد  (بالفارسية: بخش كوخرد)  من توابع مدينة بستك في محافظة هرمزغان في جنوب إيران.
تقع في الركن الجنوبي الشرقي من ناحية كوخرد. وتغطي جزء كبيرا من جنوب ناحية كوخرد وبعض الأجزاء من المنطقة الجنوبية حتى وادي كبوتردان و (جسر نهر مهران).

## الحياة البرية
يوجد في هذا الجبل بعض الحياة البرية كـ الحيوانات والطيور والزواحف، بأنواعها المختلفة.
كما يوجد على مرفعاتها الجانبيه بعض الأشجار الكبيرة كـالسمر، السلم والسدر.

## وصلات خارجية
- سد بست كز
- سهل أوه شیرینو
- استراحة روضه
- جبال الناخ
- جبل دسك
- جبل زیر